# Ahmad Mendes Moreira
Ahmad Mendes Moreira (Schiedam, 27 giugno 1995) è un calciatore olandese naturalizzato guineano, attaccante dell Kalamata.

## Caratteristiche tecniche
È un centravanti.

## Carriera

### Club
Cresciuto nelle giovanili dell'Excelsior Maassluis, ha esordito in prima squadra il 25 gennaio 2014 in occasione del match di campionato vinto 2-1 contro il Capelle.

### Nazionale
Nel 2021 ha giocato 5 partite in nazionale.

## Statistiche

### Presenze e reti nei club
Statistiche aggiornate al 31 Agosto 2018.
| Stagione        | Squadra             | Campionato      | Campionato | Campionato | Coppe nazionali | Coppe nazionali | Coppe nazionali | Coppe continentali | Coppe continentali | Coppe continentali | Altre coppe | Altre coppe | Altre coppe | Totale | Totale | Totale |
| Stagione        | Squadra             | Comp            | Pres       | Reti       | Comp            | Pres            | Reti            | Comp               | Pres               | Reti               | Comp        | Pres        | Reti        | Pres   | Reti   |        |
| --------------- | ------------------- | --------------- | ---------- | ---------- | --------------- | --------------- | --------------- | ------------------ | ------------------ | ------------------ | ----------- | ----------- | ----------- | ------ | ------ | ------ |
| 2013-2014       | Excelsior Maassluis | 2D              | 5          | 0          | CO              | 0               | 0               |                    | -                  | -                  |             | -           | -           | 5      | 0      |        |
| 2014-2015       | Excelsior Maassluis | 2D              | 25         | 3          | CO              | 0               | 0               |                    | -                  | -                  |             | -           | -           | 25     | 3      |        |
| 2015-2016       | Excelsior Maassluis | 2D              | 31         | 11         | CO              | 0               | 0               |                    | -                  | -                  |             | -           | -           | 31     | 11     |        |
| 2016-2017       | Kozakken Boys       | 1D              | 26         | 6          | CO              | 0               | 0               |                    | -                  | -                  |             | -           | -           | 26     | 6      |        |
| 2017-2018       | Kozakken Boys       | 1D              | 33         | 14         | CO              | 0               | 0               |                    | -                  | -                  |             | -           | -           | 33     | 14     |        |
| 2018-2019       | Groningen           | ED              | 4          | 0          | CO              | 0               | 0               |                    | -                  | -                  |             | -           | -           | 4      | 0      |        |
| Totale carriera | Totale carriera     | Totale carriera | 45         | 4          |                 | 2               | 0               |                    | -                  | -                  |             | -           | -           | 47     | 2      |        |